# Avalanche Studios Group
Pour les articles homonymes, voir Avalanche (homonymie).
Ne doit pas être confondu avec Avalanche Software.
Avalanche Studios Group (anciennement Avalanche Studios) est une société suédoise d'édition et de développement de jeux vidéo basée à Stockholm. Fondée en 2003 par Christofer Sundberg, Linus Blomberg et Viktor Blomberg, l'entreprise sort son premier jeu en 2006, Just Cause. La société, formée de quatre studios, a développé les moteurs de jeu Avalanche Engine et Apex, et possède un studio satellite dédié aux jeux en ligne et casual nommé Expansive Worlds.
À partir de mars 2020, la société s’appelle Avalanche Studios Group.

## Historique
Avalanche Studios est fondée en 2003 par Christofer Sundberg, Linus et Viktor Blomberg. Il est basé en Suède à Stockholm. En 2006, le studio sort son premier jeu intitulé Just Cause. Par le succès qu'il rencontre, le studio développe une suite, laquelle sort en 2010.
Le 15 juin 2011, Avalanche Studios annonce son intention d'étendre ses activités en Amérique du Nord en ouvrant un nouveau studio à New York. Le studio y développe Just Cause 3 pour consoles de jeux vidéo de huitième génération.
En août 2014, le studio compte environ 250 employés. Environ 160 travaillent dans de nouveaux locaux à Stockholm, tandis que 90 autres travaillent à New York.
En avril 2017, Nordisk Film, un groupe cinématographique danois, s'empare d'une part minoritaire du capital du studio, par un investissement de 10 millions d'euros.
En mai 2018, Bethesda Softworks annonce qu'Id Software développe en collaboration avec Avalanche Studios sur Rage 2, la suite du FPS sorti en 2011. Le 30 mai 2018, Avalanche Studios est finalement entièrement racheté par Nordisk Films pour un total de 89 millions d'euros, alors que la société est évaluée à 117 millions d'euros.
En juin 2018, un troisième studio ouvre ses portes à Malmö en Suède, dirigé par Sara Ponnert, et ayant pour ambition la production de plus petits jeux, développés via le moteur maison Apex. Avalanche travaille en même temps sur six projets de tailles différentes (dont les plus gros sont Rage 2, Just Cause 4 et Generation Zero) et compte désormais 330 employés, alors qu'elle vise les 400 personnes.
En juin 2020, un quatrième studio ouvre ses portes à Liverpool en Grande-Bretagne.
En août 2025, Microsoft annule Contraband, annoncé en 2021,.

## Ludographie
| Année  | Titre                       | Plates-formes                                    |
| ------ | --------------------------- | ------------------------------------------------ |
| 2006   | Just Cause                  | Microsoft Windows, PlayStation 2, Xbox, Xbox 360 |
| 2009   | theHunter                   | Microsoft Windows                                |
| 2010   | Just Cause 2                | Microsoft Windows, PlayStation 3, Xbox 360       |
| 2011   | Renegade Ops                | Microsoft Windows, PlayStation 3, Xbox 360       |
| 2015   | theHunter: Primal (en)      | Microsoft Windows                                |
| 2015   | Mad Max                     | Microsoft Windows, PlayStation 4, Xbox One       |
| 2015   | Rumble City                 | iOS, Android                                     |
| 2015   | Just Cause 3                | Microsoft Windows, PlayStation 4, Xbox One       |
| 2017   | theHunter: Call of the Wild | Microsoft Windows, PlayStation 4, Xbox One       |
| 2018   | Just Cause 4                | Microsoft Windows, PlayStation 4, Xbox One       |
| 2019   | Rage 2                      | Microsoft Windows, PlayStation 4, Xbox One       |
| 2019   | Generation Zero             | Microsoft Windows, PlayStation 4, Xbox One       |
| 2021   | Second Extinction           | Microsoft Windows, Xbox One, Xbox Series         |
| Annulé | Contraband                  | Microsoft Windows, Xbox Series                   |